# Leeseo
Lee Hyun-seo (kor. 이현서, Lee Hyun Seo; ur. 21 lutego 2007), znana jako Leeseo (kor. 이서, Lee Seo) – południowokoreańska piosenkarka. Jest najmłodszą członkinią girlsbandu IVE, należącego do Starship Entertainment.

## Młodość i edukacja
Lee Hyun-seo urodziła się 21 lutego 2007 r. Ma młodszą siostrę urodzoną w 2011 r.
8 listopada 2022, Starship Entertainment ogłosiło, że Leeseo została przyjęta do Hanlim Arts School, gdzie od 2023 r. jest uczennicą na wydziale nadawania i rozrywki.

## Kariera

### 2021– obecnie: Debiut z IVE
Leeseo trenowała pod Starship Entertainment jako stażystka przez dwa lata przed jej debiutem.
7 listopada 2021 r. Leeseo została ogłoszona szóstą i ostatnią członikinią girlsbandu IVE. Prawie miesiąc później, 1 grudnia 2021 roku Leeseo oficjalnie zadebiutowała jako członkini zespołu IVE wraz z wydaniem ich pierwszego minialbumu Eleven, który zawiera singiel o tej samej nazwie oraz piosenkę Take It. 3 grudnia tego samego roku stała się ówczesną najmłodszą żeńską artystką, która kiedykolwiek pojawiła się na południowokoreańskim programie muzycznym, w wieku 14 lat, 9 miesięcy i 12 dni.
6 czerwca 2022 r. ogłoszono, że członkowie IVE, OH MY GIRL i CRAVITY będą współpracować w tworzeniu cyfrowego singla, który zostanie wydany w ramach trwającej współpracy Starship Entertainment z Pepsi. Tego samego dnia ujawniono członków wspomnianych grup, którzy wezmą udział w projekcie, pośród których znalazła się Leeseo i jej koleżanka z zespołu, Wonyoung. Singiel ten, zatytułowany Blue & Black, został wydany 28 czerwca 2022 r.

## Dyskografia

### Single promocyjne
| Tytuł                                                     | Rok wydania | Album               |
| --------------------------------------------------------- | ----------- | ------------------- |
| Blue & Black (z Leeseo, Hyojungiem, Arin, Serim i Jungmo) | 2022        | Singiel bezalbumowy |

## Filmografia

### Teledyski
| Tytuł                                                       | Rok              | Reżyser                          | Długość trwania  |
| Sigle promocyjne                                            | Sigle promocyjne | Sigle promocyjne                 | Sigle promocyjne |
| ----------------------------------------------------------- | ---------------- | -------------------------------- | ---------------- |
| Blue & Black (z Wonyoung, Hyojungiem, Arin, Serim i Jungmo) | 2022             | Choi Young-ji (PINKLABEL VISUAL) | 3:37             |

### Programy telewizyjne
| Tytuł                             | Rok  | Nadawca | Uwagi                    |
| --------------------------------- | ---- | ------- | ------------------------ |
| Stars' Top Recipe at Fun-Staurant | 2023 | KBS2    | jako gość (odc. 170-172) |